# Selnica
Selnica je vesnice a opčina v Chorvatsku, v Mezimuřské župě. Opčinu tvoří 10 sídel. V roce 2011 žilo v celé opčině 2 991 obyvatel, v samotné vesnici Selnica 1 076 obyvatel.

## Části opčiny
- Bukovec
- Donji Koncovčak
- Donji Zebanec
- Gornji Zebanec
- Merhatovec
- Plešivica
- Praporčan
- Selnica
- Zaveščak
- Zebanec Selo